# Lilli Lentz
Lilli Lentz, född 13 september 1924, är en dansk bågskytt. Hon deltog vid olympiska sommarspelen 1972.